# Vlasios Maras

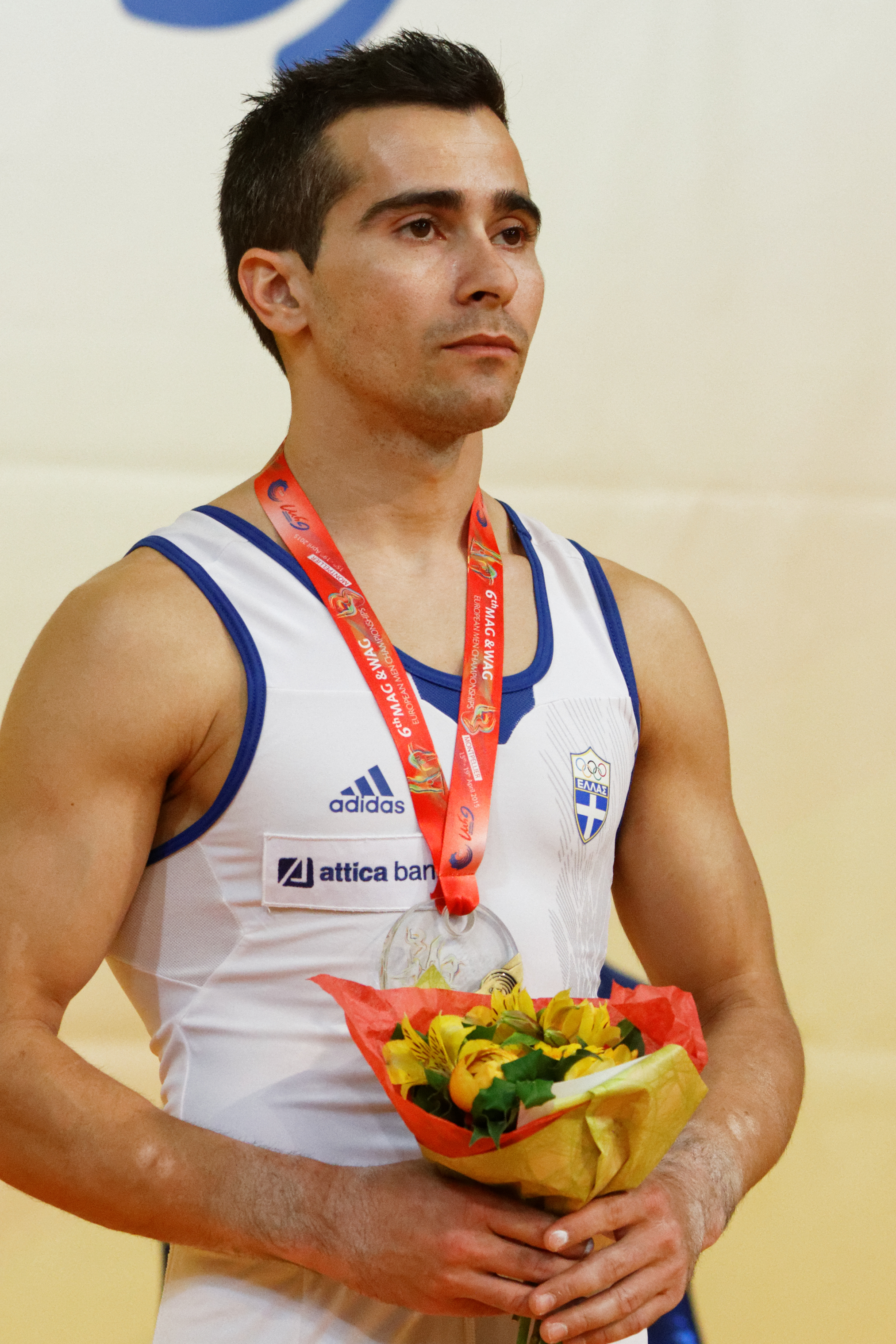
Imagem do Ginasta Vlasios Maras.

Vlasios Maras, em grego: Βλάσης Μάρας, (Atenas, 31 de março de 1983) é um ginasta que compete em provas de ginástica artística pela Grécia. 
Vlasios é um campeão mundial de ginástica, que fez sua primeira aparição em competições aos dezesseis anos. Aos dezenove já era campeão europeu. 
Seu primeiro campeonato internacional de grande porte foi o Mundial de Ganthe, em 2001, na Bélgica. Nessa edição, subiu ao pódio como campeão na barra fixa, a frente do australiano Philippe Rizzo. No ano seguinte, tornou-se bicampeão na barra, no Mundial de Debrecen, na Hungria. Seus êxitos no aparelho durante os mundiais o qualificaram a disputar os Jogos Olímpicos de Atenas. Nesta edição, participou das provas da barra fixa e não classificou-se para a final. Em 2006, tornou-se campeão europeu pela primeira vez, na dição grega da disputa - o Campeonato de Volos. No mesmo ano, foi o medalhista de bronze do Mundial de Aarhus, superado por Rizzo e Aljaz Pegan, também na final da barra fixa. Em 2008, subiu ao pódio na segunda colocação do Europeu de Lausana. Em agosto, participou das Olimpíadas de Pequim, nas quais encerrou na 88ª colocação no individual geral. No ano seguinte, tornou-se bicampeão europeu na barra, na edição milanesa da competição, ao superar o francês Yann Cucherat.